# Операция «Касл»
Операция «Замок» была серией ядерных испытаний большой мощности (высокой энергии) в Соединённых Штатах, проведённых Объединённой оперативной группой 7 (JTF-7) на атолле Бикини, начавшейся в марте 1954 года. Она последовала за операцией Upshot — Knothole и предшествовала операции «Чайник».
Конечная цель операции, проводившейся как совместное предприятие Комиссии по атомной энергии (AEC) и Министерства обороны (DoD), заключалась в испытании конструкции термоядерного оружия, доставляемого самолётами. Все протестированные устройства, вес которых варьировался, были созданы для сбрасывания с самолётов. Однако баллистические гильзы, плавники и системы взрывателей должны быть прикреплены.
Правительственные чиновники сочли операцию «Замок» успешной, поскольку она доказала возможность использования «сухих» топливных конструкций для термоядерного оружия. При проведении некоторых испытаний возникли технические трудности: мощность одного устройства была намного ниже прогнозируемой («шипение»), в то время как две другие бомбы взорвались с мощностью более чем в два раза превышающей прогнозируемую. В частности, одно испытание, Castle Bravo, привело к обширному радиологическому заражению. Осадки затронули близлежащие острова, включая жителей и размещённых там американских солдат, а также близлежащее японское рыболовное судно (Daigo Fukuryū Maru), в результате чего один человек погиб, а затем у многих из тех, кто подвергся воздействию, продолжились проблемы со здоровьем. Реакция общественности на испытания и осознание долгосрочных последствий ядерных осадков были приписаны как часть мотивации Договора о частичном запрещении испытаний 1963 года.

## Ядерный фон
Атолл Бикини ранее принимал ядерные испытания в 1946 году в рамках операции «Перекрёсток», в ходе которой в лагуне Бикини было взорвано четвёртое и пятое в мире атомное оружие. С тех пор американские испытания ядерного оружия переместились на атолл Эниветак, чтобы использовать преимущества, как правило, более крупные острова и более глубокие воды. Оба атолла входили в состав Американского Тихоокеанского полигона.
Чрезвычайно высокая производительность оружия Замка вызвала обеспокоенность в AEC, что потенциальный ущерб ограниченной инфраструктуре, уже установленной на Эниветаке, задержит другие операции. Вдобавок ожидалось, что воронка от оружия Касла будет сопоставима с кратером от Айви Майка, устройства мощностью 10,4 мегатонн в тротиловом эквиваленте, испытанного на Эниветаке в 1952 году, оставляя кратер диаметром около 1 миля (1,6 км), обозначающий местоположение. уничтоженного тестового острова Элугелаб.
Испытание Айви Майка было первой в мире «водородной бомбой», производящей полномасштабный термоядерный взрыв. В устройстве «Айви Майк» использовался жидкий дейтерий, изотоп водорода, что делало его «мокрой» бомбой. Сложные механизмы Дьюара, необходимые для хранения жидкого дейтерия при криогенных температурах, сделали устройство высотой с трёхэтажный дом и общим весом 82 тонны, слишком тяжёлым и громоздким, чтобы его можно было использовать в качестве оружия.С успехом Айви Майка в качестве доказательства концепции бомбы Теллера-Улама начались исследования по использованию «сухого» топлива для создания практического термоядерного оружия, чтобы Соединённые Штаты могли начать массовое производство и развёртывание термоядерного оружия. Окончательный результат включил дейтерид лития в качестве термоядерного топлива в конструкции Теллера-Улама, что значительно уменьшило размер и вес и упростило общую конструкцию. Операция «Замок» была запланирована для испытания четырёх конструкций с сухим топливом, двух мокрых бомб и одного устройства меньшего размера. Разрешение на операцию «Замок» было выдано генералом-майором Кеннетом Д. Николсом, генеральным директором AEC, 21 января 1954 года.

## Испытания
Операция «Замок» состояла из семи экспериментов, все, кроме одного, должны были проводиться на атолле Бикини. Ниже представлен исходный график испытаний (по состоянию на февраль 1954 г.).

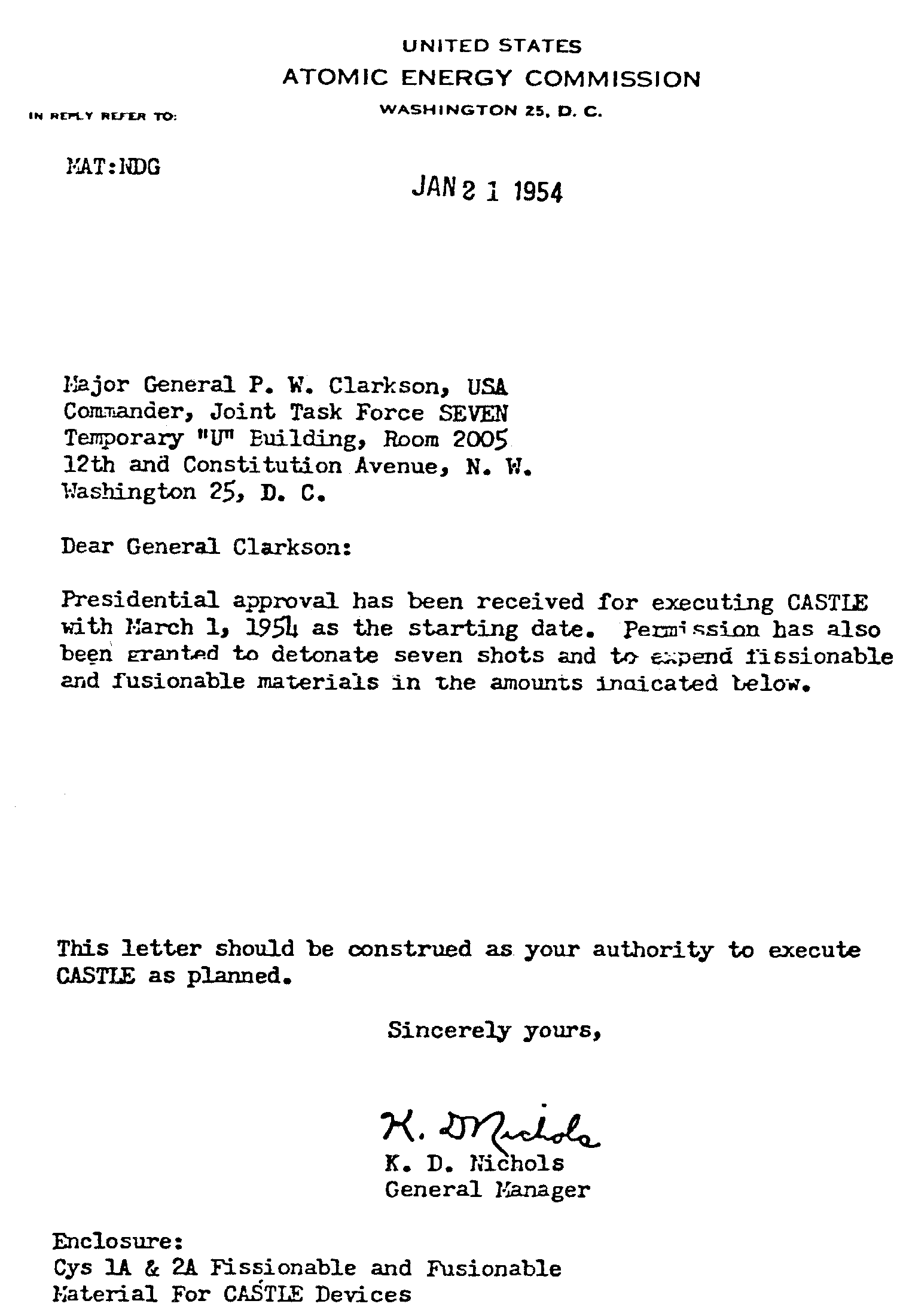
Авторизация AEC для операции Castle

Эхо-испытание было отменено из-за того, что конструкция на жидком топливе устарела после успеха «Браво» на сухом топливе, как отмечалось выше. Янки также считался устаревшим, и устройство Jughead было заменено устройством «Runt II» (аналогичным устройству Union), которое было спешно закончено в Лос-Аламосе и доставлено в Бикини. В этой редакции оба устройства мокрого топлива были исключены из графика испытаний.
Операция Castle была предназначена для испытания дейтерида лития (LiD) в качестве топлива для термоядерного синтеза. Будучи твёрдым при комнатной температуре, LiD, если бы он работал, был бы гораздо более практичным, чем криогенное жидкое дейтериевое топливо в устройстве Ivy Mike. Будет использован тот же принцип Теллера-Улама, что и в так называемом устройстве «Колбаса» Айви Майка, но реакции синтеза были другими. Айви Майк сплавлял дейтерий с дейтерием, но устройства LiD будут плавить дейтерий с тритием. Тритий был получен во время взрыва путём облучения лития быстрыми нейтронами.
Bravo, Yankee (II) и Union использовали литий, обогащённый изотопом Li-6 (Bravo и Yankee использовали литий, обогащённый до 40 % Li-6, в то время как литий, используемый в Union, был обогащён до 95 % Li-6), а Romeo и Кун заправлялись природным литием (92 % Li-7, 7,5 % Li-6). Использование природного лития имело бы важное значение для способности США быстро увеличивать свои ядерные запасы во время гонки ядерных вооружений времён холодной войны, поскольку так называемые «заводы по разработке сплавов» находились на ранней стадии в то время, когда Касл был построен. . Первый завод начал производство в конце 1953 года.
Параллельно продолжалась разработка оружия из жидкого дейтерия. Несмотря на то, что они были гораздо менее практичными из-за логистических проблем, связанных с транспортировкой, обращением и хранением криогенного устройства, гонка вооружений времён холодной войны стимулировала спрос на жизнеспособное термоядерное оружие. Устройства «Ramrod» и «Jughead» были конструкциями на жидком топливе, значительно уменьшенными по размеру и весу по сравнению с так называемыми «колбасными» предшественниками. Устройство «Джагхед» в конечном итоге было превращено в оружие, и оно ограничивалось использованием ВВС США до тех пор, пока водородные бомбы на «сухом» топливе не стали обычным явлением.
Нектар не был термоядерным оружием в том же смысле, что и остальная часть серии Castle. Несмотря на то, что в нём использовалось литиевое топливо для ускорения деления, основным реакционным материалом на второй стадии были уран и плутоний. Подобно конфигурации Теллера-Улама, ядерный взрыв деления использовался для создания высоких температур и давления для сжатия второй расщепляющейся массы. В противном случае он был бы слишком большим, чтобы выдержать эффективную реакцию, если бы он запускался с помощью обычных взрывчатых веществ. Этот эксперимент был предназначен для разработки оружия средней мощности для увеличения запасов (около 1-2 Мт против 4-8).

## Выполнение теста
Самым заметным событием операции «Замок» стало испытание «Замок Браво». Сухим топливом для Bravo было 40 % Li-6 и 60 % Li-7. Ожидалось, что только Li-6 будет производить тритий для синтеза дейтерия с тритием; Li-7 должен был быть инертным. Тем не менее, Дж. Карсон Марк, глава отдела теоретического проектирования Лос-Аламоса, предположил, что Bravo может «пойти на грандиозный успех», оценивая, что устройство может производить взрывчатое вещество на 20 % больше, чем было первоначально рассчитано.Было обнаружено, что из-за неожиданно большего выхода, Li-7 в устройстве также подвергается воспроизводству, которое производит тритий. На практике Bravo превзошёл ожидания на 150 %, добыв 15 Мт — примерно в 1000 раз мощнее, чем бомба «Малыш», использованная в Хиросиме. Замок Браво остаётся и по сей день, крупнейшим взрывом, когда-либо осуществлённым Соединёнными Штатами, и пятый по величине взрыв водородной бомбы в мире.
Большая часть постоянной инфраструктуры атолла Бикини была сильно повреждена. Интенсивная тепловая вспышка зажгла огонь на расстоянии острове Энеу (базовый остров атолла Бикини). Последовавшие за этим радиоактивные осадки настолько сильно загрязнили атолл, что JTF-7 не смог приблизиться к нему в течение 24 часов после испытания, и даже тогда время воздействия было ограничено. По мере того как осадки распространились по ветру на восток, все больше атоллов были загрязнены радиоактивным кальциевым пеплом от сожжённых подводных коралловых берегов. Хотя атоллы были эвакуированы вскоре после испытания, 239 маршалловцев на атоллах Утирик, Ронгелап и Айлингинаэ подверглись значительному радиационному воздействию. Также были разоблачены 28 американцев, дислоцированных на атолле Ронгерик. Последующие исследования заражённых людей начались вскоре после взрыва в рамках проекта 4.1, и хотя краткосрочные эффекты радиационного облучения для большинства маршалловцев были мягкими и / или трудно коррелируемыми, долгосрочные эффекты были явно выражены. Кроме того, 23 японских рыбака на борту «Дайго Фукурю Мару» также подверглись воздействию высоких уровней радиации. У них были симптомы радиационного отравления, и один член экипажа скончался в сентябре 1954 года.
| Бомба  | Дата начала    | Дата пересмотра | Прогнозируемая мощность | Реальная мощность |
| ------ | -------------- | --------------- | ----------------------- | ----------------- |
| Союз   | 11 марта 1954  | 22 апреля 1954  | 3-4 Мт                  | 5-10 Мт           |
| Янки   | 22 марта 1954  | 27 апреля 1954  | 8.0 Мт                  | 9.5 Мт            |
| Нектар | 5 апреля 1954  | 20 апреля 1954  | 1.8 Мт                  | 1.0 до 3.0 Мт     |
| Ромео  | 15 апреля 1954 | 27 апреля 1954  | 4.0 Мт                  | 8.0 Мт            |
| Кун    | 22 апреля 1954 | 7 апреля 1954   | 1.0 Мт                  | 1.5 Мт            |

По мере развития операции «Замок» повышенные выпадения осадков вынуждали пересматривать места проведения испытаний. Хотя большинство испытаний планировалось для барж у песчаной косы Иройдж, некоторые из них были перенесены в кратеры Браво и Юнион. Кроме того, Castle Nectar был перенесён с атолла Бикини в кратер Айви Майка в Эниветоке для безопасности, поскольку Бикини все ещё был сильно загрязнён после предыдущих испытаний.
Заключительное испытание в операции «Замок» состоялось 14 мая 1954 года.

## Результаты

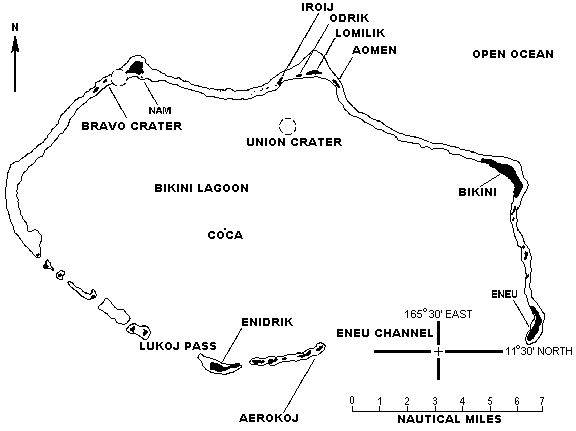
Атолл Бикини летом 1954 года после завершения операции «Замок».

Операция «Замок» имела безоговорочный успех по внедрению устройств на сухом топливе. Конструкция Bravo была быстро превращена в оружие и предположительно является прародителем гравитационной бомбы Mk-21. Проект Mk-21 начался 26 марта 1954 года (всего через три недели после Bravo) с производства 275 единиц оружия, начатого в конце 1955 года. Romeo, полагающийся на природный литий, был быстро превращён в бомбу Mk-17, первую развёртываемую американскую бомбу. и к середине 1954 года был доступен стратегическим силам в качестве средства защиты в чрезвычайных ситуациях. Большинство устройств на сухом топливе Castle в конечном итоге появилось в инвентаре и в конечном итоге унаследовало большинство термоядерных конфигураций.
Напротив, формула Кун, спроектированная Ливермором, потерпела неудачу. Испытания с использованием природного лития и сильно модифицированной конфигурации Теллера-Улама дали всего 110 килотонн при ожидаемой мощности в 1,5 мегатонны.